# エットーレ・ポッツォーリ国際ピアノコンクール
エットーレ・ポッツォーリ国際ピアノコンクール（イタリア語: Concorso pianistico internazionale "Ettore Pozzoli"）はイタリアで行われている国際ピアノコンクール。2023年から国際音楽コンクール世界連盟へ加盟した。

## 歴史
正確な名称は「国際ピアノコンクール“エーットォレ・ポッツォーリ”」である。1959年に第1回が開催された。マウリツィオ・ポリーニが第1回の第1位である。躊躇なく「第1位なしの第2位」という決定を行うこともある。同着の順位を出すこともある。隔年で開催される。
課題曲に必ずエットレ・ポッツォーリの練習曲を演奏しなければならない規定がある。しかし、近代音楽以降のレパートリーは必修ではないため、10代の挑戦者も普通に見られるのが特徴。
ファツィオリ社のフルコンサートグランドピアノで第1次予選から本選までの全日程が消化される。

## 過去の第1位受賞者
- 1959年 - マウリツィオ・ポリーニ (Italia)
- 1961年 - Pier Narciso Masi (Italia) e Fabio Peressoni (Italia), 同着
- 1963年 - Laura De Fusco (Italia)
- 1965年 - François-Joël Thiollier (Stati Uniti d'America)
- 1967年 - 該当者なし
- 1969年 - Franco Angeleri (Italia) e Anna Maria Cigoli (Italia), 同着
- 1971年 - Pierre Réach (Francia)
- 1973年 - Raimondo Campisi (Italia)
- 1975年 - Daniel Rivera (Argentina)
- 1977年 - Pietro Rigacci (Italia)
- 1979年 - Rolf Plagge (Germania)
- 1981年 - Huseyin Sermet (Turchia)
- 1983年 - Hugh Tinney (Irlanda)
- 1985年 - Klara Würtz (Ungheria)
- 1987年 - 東誠三 (Giappone)
- 1989年 - William Stephenson (Inghilterra)
- 1991年 - 該当者なし
- 1993年 - Maria Stembolskaja (Russia)
- 1995年 - 該当者なし
- 1997年 - 該当者なし
- 1999年 - Filippo Gamba (Italia)
- 2001年 - 該当者なし
- 2003年 - 該当者なし
- 2005年 - Martin Cousin (Inghilterra)
- 2007年 - Alexandre Pirojenko (Russia)
- 2009年 - Cristopher Falzone (Stati Uniti d'America)
- 2011年 - Alexey Chernov (Russia)
- 2013年 - アレクサンドル・ヴィクトロヴィチ・ヤコブレフ (Russia)
- 2015年 - アナスタシア・リジコフ (Canada) e 沼沢淑音 (Giappone), 同着
- 2017年 - 該当者なし
- 2019年 - Evgeny Konnov (Uzbekistan)
- 2021年 - 該当者なし
- 2023年 - 該当者なし